# كيم غالاغير
كيم غالاغير (بالإنجليزية: Kim Gallagher)‏ هي عدائة المسافات المتوسطة أمريكية، ولدت في 11 يونيو 1964 في فيلادلفيا في الولايات المتحدة، وتوفيت في 18 نوفمبر 2002 في Oreland, Pennsylvania ‏ في الولايات المتحدة بسبب سرطان.

## وصلات خارجية
- كيم غالاغير على موقع الاتحاد الدولي لألعاب القوى (الإنجليزية)
- كيم غالاغير على موقع اللجنة الأولمبية الدولية (الإنجليزية)
- كيم غالاغير على موقع أوليمبيديا (الإنجليزية)